# 482nd Fighter Wing

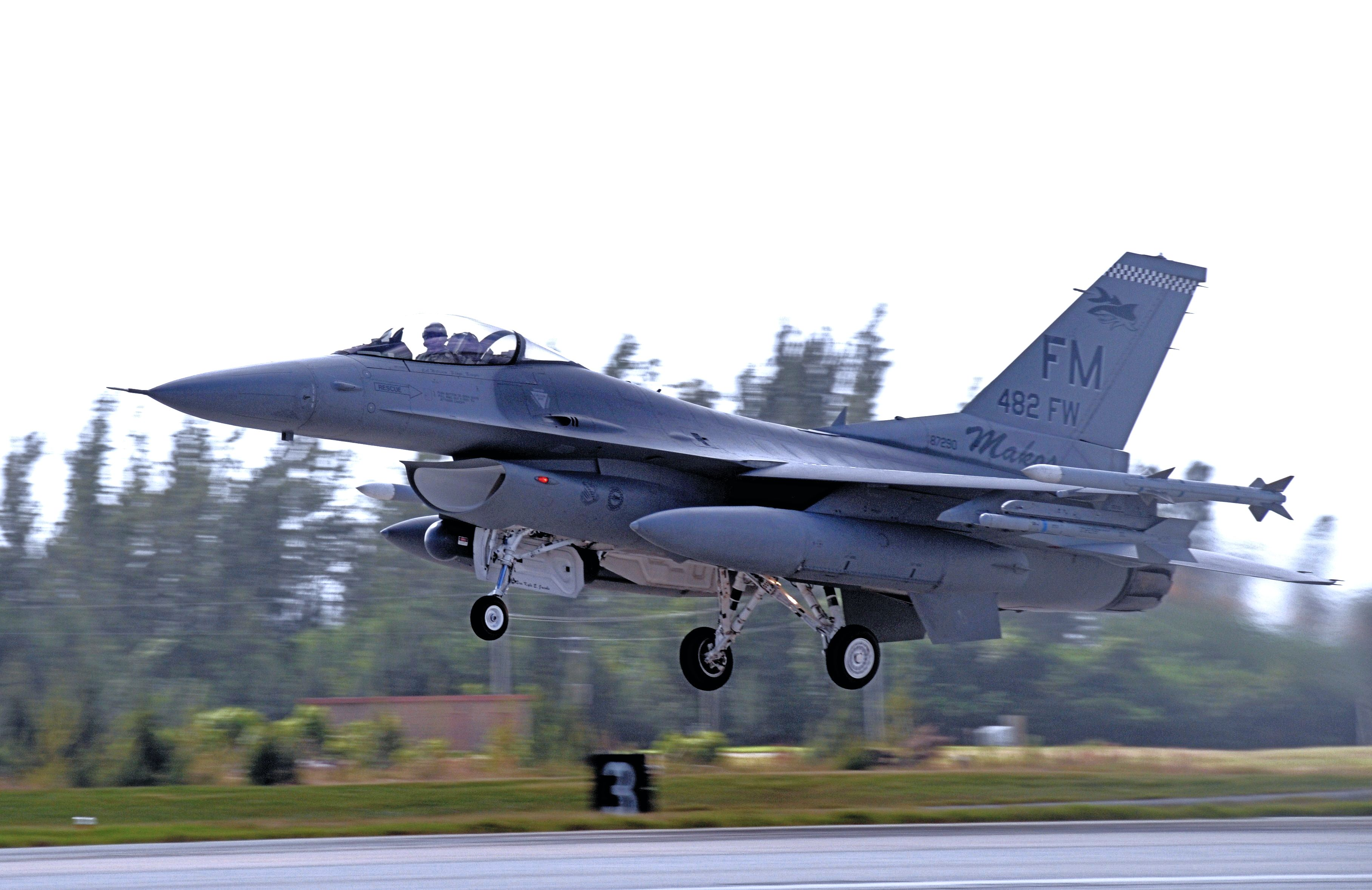
F-16C dello stormo

Il 482nd Fighter Wing è uno Stormo Caccia della Air Force Reserve Command, inquadrato nella Tenth Air Force. Il suo quartier generale è situato presso la Homestead Air Reserve Base, in Florida.

## Organizzazione
Attualmente, al maggio 2017, esso controlla:
- 482nd Operations Group
  -  303rd Fighter Squadron - Equipaggiato con F-16C/D,  scritta di coda Makos e logo dello Stormo
All'unità è associato il 367th Fighter Squadron, 495th Fighter Group
  - 482nd Operations Support Squadron
- 482nd Maintenance Group
  - 482nd Aircraft Maintenance Squadron
  - 482nd Maintenance Squadron
  - 482nd Maintenance Operations Squadron
- 482nd Mission Support Group
  - 482nd Civil Engineer Squadron
  - 482nd Communications Squadron
  - 482nd Contracting Squadron
  - 482nd Logistics Readiness Squadron
  - 482nd Security Forces Squadron
  - 482nd Service Squadron
- 482nd Medical Squadron